# デレク・フレイタス・リベイロ
デレク・フレイタス・リベイロ（Derek Freitas Ribeiro、1997年12月2日 - ）は、ブラジル・リオデジャネイロ出身のプロサッカー選手。Jリーグ・ジェフユナイテッド千葉所属。ポジションはフォワード（FW）。千葉での登録名はデリキ

## 来歴

### クラブ
ノヴァ・イグアスFCのユースチームでキャリアをスタート。
2017年、アルスルRJに加入。
同年11月、マドゥレイラECへ期限付き移籍。翌年1月、タッサ・グアナバラ3節、ボアヴィスタSC戦にて67分に途中出場しプロデビュー。
2019年7月、契約満了によりアルスルRJを退団。

#### メタリスト1925
2019年10月25日、約3ヶ月間の無所属期間を経てメタリスト1925に加入。
翌日に行われたペルシャ・リーハ第15節、MFCクレミン・クレメンチューク戦にてリーグ戦デビューと初ゴールを記録。
20-21シーズンは主力として活躍し、チームのウクライナ・プレミアリーグ初昇格の立役者となった。
2022年3月、ウクライナの情勢を汲み、FIFAが移籍ルールを改正する特例措置を発表。
これにより同チーム所属のブラジル人選手ら数名とともに帰国。

#### シャペコエンセ
同年4月、シャペコエンセへ期限付き移籍。
同年7月、メタリストとの契約満了によりシャペコエンセに完全移籍。
主力として22試合に出場するも1ゴールに留まり、同年11月に退団。

#### グアラニFC
同年12月、グアラニFCに加入。リーグ戦では自身のキャリアハイとなる10ゴールを記録し、チーム得点王になる。

#### アトレチコ・ゴイアニエンセ
2024年4月、アトレチコ・ゴイアニエンセに移籍。

#### ジェフユナイテッド千葉
2024年12月、ジェフ千葉への期限付き移籍が発表された。
2025年02月15日、J2リーグ第1節、いわきFC戦にて途中出場しJリーグデビュー。

## 所属クラブ
- 2017年 - 2019年  アルスルRJ
  - 2018年 - 2019年  マドゥレイラEC（期限付き移籍）
- 2019年 - 2022年  メタリスト1925
  - 2022年  シャペコエンセ (期限付き移籍)
- 2022年   シャペコエンセ
- 2023年 - 2024年  グアラニFC
- 2024年 -   アトレチコ・ゴイアニエンセ
  - 2025年 -  ジェフユナイテッド市原・千葉 (期限付き移籍)

## 個人成績
| 国内大会個人成績 | 国内大会個人成績 | 国内大会個人成績 | 国内大会個人成績 | 国内大会個人成績             | 国内大会個人成績 | 国内大会個人成績 | 国内大会個人成績 | 国内大会個人成績 | 国内大会個人成績 | 国内大会個人成績 | 国内大会個人成績 |
| 年度             | クラブ           | 背番号           | リーグ           | リーグ戦                     | リーグ戦         | リーグ杯         | リーグ杯         | オープン杯       | オープン杯       | 期間通算         | 期間通算         |
| 年度             | クラブ           | 背番号           | リーグ           | 出場                         | 得点             | 出場             | 得点             | 出場             | 得点             | 出場             | 得点             |
| ブラジル         | ブラジル         | ブラジル         | ブラジル         | リーグ戦                     | リーグ戦         | ブラジル杯       | ブラジル杯       | オープン杯       | オープン杯       | 期間通算         | 期間通算         |
| ---------------- | ---------------- | ---------------- | ---------------- | ---------------------------- | ---------------- | ---------------- | ---------------- | ---------------- | ---------------- | ---------------- | ---------------- |
| 2017             | アルスル         | -                | -                | 0                            | 0                |                  |                  |                  |                  |                  |                  |
| 2018             | マドゥレイラ     | -                | -                | 0                            | 0                | 6                | 0                |                  |                  | 6                | 0                |
| 2019             | マドゥレイラ     | -                | -                | 0                            | 0                | 4                | 0                |                  |                  | 4                | 0                |
| ウクライナ       | ウクライナ       | ウクライナ       | ウクライナ       | リーグ戦                     | リーグ戦         | リーグ杯         | リーグ杯         | ウクライナ杯     | ウクライナ杯     | 期間通算         | 期間通算         |
| 19-20            | メタリスト       | 97               | ペルシャ         | 14                           | 7                | -                | -                | -                | -                | 14               | 7                |
| 20-21            | メタリスト       | 97               | ペルシャ         | 21                           | 5                | 0                | 0                | 0                | 0                | 21               | 5                |
| ブラジル         | ブラジル         | ブラジル         | ブラジル         | リーグ戦                     | リーグ戦         | ブラジル杯       | ブラジル杯       | オープン杯       | オープン杯       | 期間通算         | 期間通算         |
| 2022             | シャペコエンセ   | 73               | セリエB          | 22                           | 1                | 0                | 0                | 0                | 0                | 22               | 1                |
| 2023             | グアラニ         | 11               | セリエB          | 34                           | 10               | 4                | 0                | 0                | 0                | 38               | 10               |
| 2024             | アトレチコ       | 9                | セリエA          | 25                           | 3                | 3                | 0                | 0                | 0                | 28               | 3                |
| 日本             | 日本             | 日本             | 日本             | リーグ戦                     | リーグ戦         | リーグ杯         | リーグ杯         | 天皇杯           | 天皇杯           | 期間通算         | 期間通算         |
| 2025             | 千葉             | 99               | J2               |                              |                  |                  |                  |                  |                  |                  |                  |
| 通算             | ブラジル         | ブラジル         | セリエA          | \|\|\|\|\|\|\|\|\|\|\|\|\|\| |                  |                  |                  |                  |                  |                  |                  |
| 通算             | ブラジル         | ブラジル         | セリエB          | \|\|\|\|\|\|\|\|\|\|\|\|\|\| |                  |                  |                  |                  |                  |                  |                  |
| 通算             | ブラジル         | ブラジル         | セリエC          | \|\|\|\|\|\|\|\|\|\|\|\|\|\| |                  |                  |                  |                  |                  |                  |                  |
| 通算             | ウクライナ       | ウクライナ       | ペルシャ         | \|\|\|\|\|\|\|\|\|\|\|\|\|\| |                  |                  |                  |                  |                  |                  |                  |
| 通算             | 日本             | 日本             | J2               | \|\|\|\|\|\|\|\|\|\|\|\|\|\| |                  |                  |                  |                  |                  |                  |                  |
| 総通算           | 総通算           | 総通算           | 総通算           | \|\|\|\|\|\|\|\|\|\|\|\|\|\| |                  |                  |                  |                  |                  |                  |                  |

出場歴
- Jリーグ初出場 - 2025年2月15日 J2第1節 いわきFC戦 (ハワイアンズスタジアムいわき)